# Менжинское (Тюменская область)
Менжинское — село в Сладковском районе Тюменской области России. Административный центр Менжинского сельского поселения.

## История
До 1917 года входило в состав Ларихинской волости Ишимского уезда Тюменской губернии. По данным на 1926 год кордон Юрьевский состоял из 3 хозяйства. В административном отношении входил в состав Новопокровского сельсовета Ларихинского района Ишимского округа Уральской области. В 1932 году на базе Юрьевской фермы бывшего совхоза "Приволье был организован новый мясо-молочный совхоз «Юрьевский», которая стала её Центральной фермой. В 1936 году совхозу было присвоено имя бывшего председателя ОГПУ СССР В. Р. Менжинского, по которому в 1960-х годах село и получило современное название.

## Население
| 2010 |
| ---- |
| 325  |

По данным переписи 1926 года на кордоне проживало 10 человек (4 мужчин и 6 женщин), в том числе: русские составляли 100 % населения.
Согласно результатам переписи 2002 года, в национальной структуре населения русские составляли 80 % из 430 чел.